# Kirill Käro
 (août 2020).
Si vous disposez d'ouvrages ou d'articles de référence ou si vous connaissez des sites web de qualité traitant du thème abordé ici, merci de compléter l'article en donnant les références utiles à sa vérifiabilité et en les liant à la section « Notes et références ».
Kirill Valerievitch Käro (russe : Кири́лл Вале́рьевич Кя́ро), né le 24 février 1975 à Tallinn, est un acteur russo-estonien. 

## Biographie
Kirill Käro est né à Tallinn, en Estonie. Son père était capitaine dans la Marine et sa mère enseignante. Il est le cousin germain de l'acteur Volli Käro.
Il suit pendant cinq ans des cours de théâtre à l'Institut de théâtre Boris Chtchoukine. Après avoir obtenu son diplôme en 1997, Käro travaille à l'Institut d'art dramatique Boris Chtchoukine sous la direction d'Armen Dzhigarkhanyan. 
Entre 1999 et 2004, Käro travaille au Théâtre russe de Tallinn, avant de retourner à Moscou au théâtre Praktika. 
Sa carrière au cinéma et la télévision débute en 2008. En 2013, il décroche le rôle principal dans Le Renifleur (Nioukhatch), pour lequel il remporte le prix de l'Association of Film and TV Producers dans la catégorie "Meilleur Acteur". En 2019, il joue George Safronov dans seize épisodes de Better than Us . 

### Cinéma
- 2015 : Le Maître d'escrime (Miekkailija)
- 2019 : Frontier (Рубеж, Roubej)

### Télévision
- 2019 : Better than Us
- 2020 : To the Lake : Sergueï